# Храм Михаила Архангела (Мордовский Белый Ключ)
Церковь Архангела Михаила (Михайловская церковь) — приходской православный храм в селе Мордовский Белый Ключ Ульяновской области. Относится к Симбирской епархии Русской православной церкви.
С 1990 года — памятник градостроительства и архитектуры РФ.

## История
Храм построен в 1877 году на средства прихожан. Имел два престола: главный — в честь Архистратига Божия Михаила, в трапезной — в честь святителя и чудотворца Николая.
В 1935 году храм был закрыт, значительно разрушен, перестроен, а затем переоборудован под сельский клуб.
В 1989 году по ходатайству местных жителей здание было передано православной общине, храм стал одним из девяти действующих в области. Храм был открыт пресвитером Никоном (Васюков)
Храм приписан к приходу храма Бориса и Глеба р.п. Вешкайма.
Решением Исполнительного комитета Ульяновского областного Совета народных депутатов «О мерах по улучшению работы по охране памятников истории и культуры в Ульяновской области» № 79 от 12.02.1990 года, церковь стала объектом культурного наследия (сведения о дате ОКН № 959-р от 29.07.1999 г.).
19 сентября 2017 г. храм освящён Митрополитом Симбирским и Новоспасским Анастасием (Меткиным).

## Святыни
- иконы с мощами преподобных Александры, Марфы и Елены Дивеевских;
- иконы с мощами блаженных Пелагеи, Параскевы и Марии Дивеевских.

## Духовенство
Настоятели:
- диакон Иоанн Акимович Ульянов (1903—1904)[6];
- священник А. Н. Яблонский, дьякон П. Г. Бамбуров (до осени 1929, репрессированы)[7];
- священник П. П. Пономарёв (до весны 1930, репрессирован)[7];
- настоятель иеромонах П. С. Орешников, церковный староста Г. С. Брюханов, председатель церковного совета А. А. Дырчёнкова и его члены М. П. Васильева, С. К. Костин (до января 1933, репрессированы)[7];
- протоиерей Анатолий Капранов (с 2017)[5]
- иерей Вадим Муругов (с 2022)[8]

## Престольные праздники
- Михаил, Архистратиг — 19 сентября (воспоминание чуда в Хо́нех), 21 ноября (собор)
- Николай Чудотворец, архиепископ Мирликийский, святитель — 22 мая, 19 декабря